# Elektronische Abrechnung mit Filetransfer
Die Elektronische Abrechnung mit Filetransfer (EAF), auch Elektronische Abrechnung Frankfurt, mit Einführung des Euro auch Electronic Access Frankfurt, war das Netto-Clearingsystem der Deutschen Bundesbank. Der Betrieb startete am 23. März 1990. Es diente dem beleglosen Austausch von Interbanken-Überweisungen.
Trotz des niedrigen Liquiditätsbedarfes eines Netto-Clearingsystems ist das geringe Risiko mit dem eines Brutto-Clearingsystems vergleichbar.
EAF wurde 2001 von RTGSplus abgelöst.